# Wassyl Tutschapez

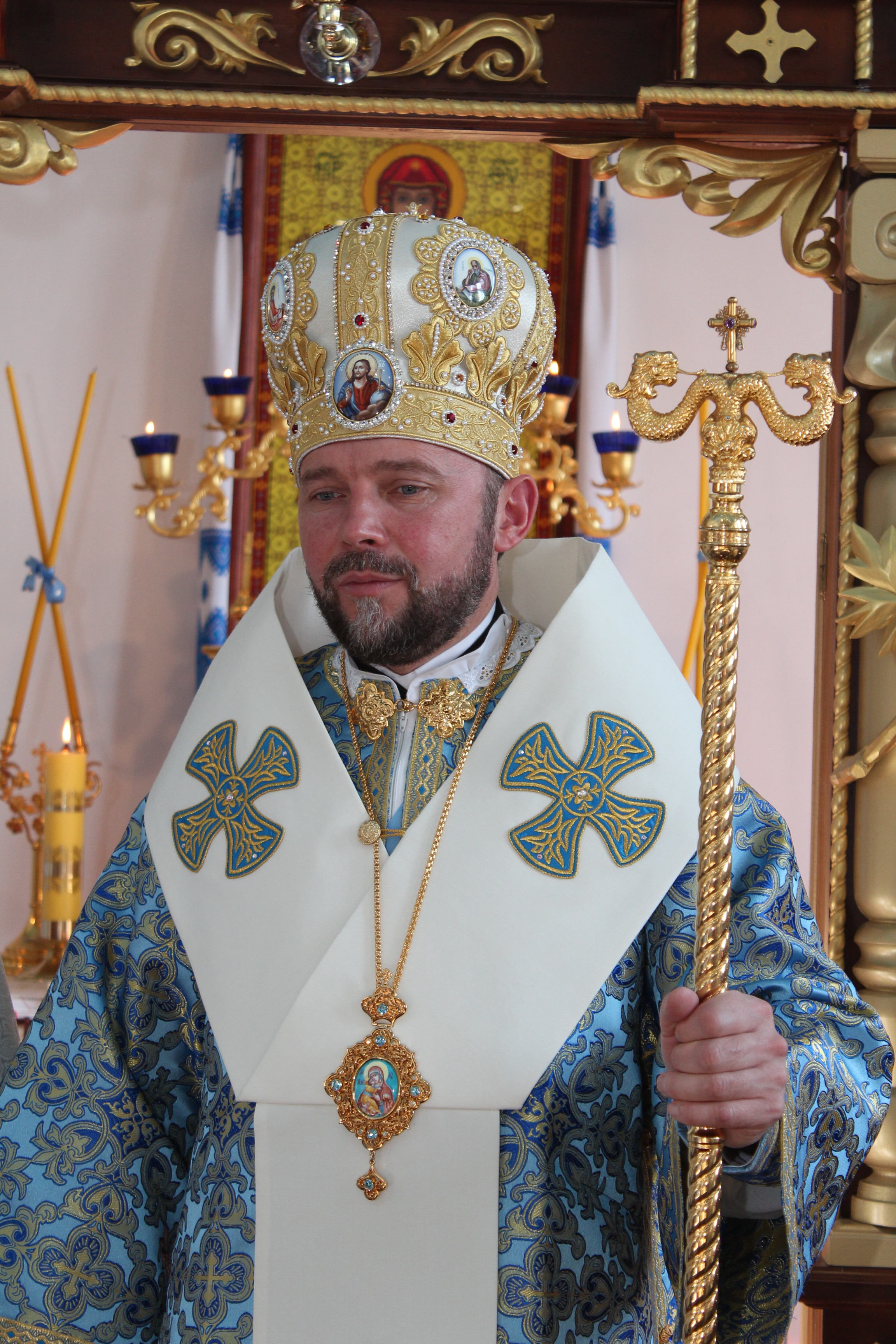
Wassyl Tutschapez

Wassyl Tutschapez OSBM (ukrainisch Василь Тучапець; * 29. September 1967 in Jaworiw) ist ein ukrainischer Geistlicher und Erzbischöflicher Exarch von Charkiw.

## Leben
Wassyl Tutschapez trat der Ordensgemeinschaft der Basilianer des hl. Josaphat bei und empfing am 12. Juli 1997 die Priesterweihe durch den Erzbischof von Iwano-Frankiwsk, Sofron Dmyterko OSBM.
Papst Franziskus bestätigte am 2. April 2014 seine Wahl zum Erzbischöflichen Exarchen des mit gleichem Datum errichteten Erzbischöflichen Exarchats Charkiw und ernannte ihn zum Titularbischof von Centuriones. Die Bischofsweihe spendete ihm der Großerzbischof von Kiew-Halytsch, Swjatoslaw Schewtschuk am 21. Mai desselben Jahres. Mitkonsekratoren waren der emeritierte Weihbischof in Donezk-Charkiw, Wassylij Medwit OSBM, und der Erzbischöfliche Exarch von Donezk, Stepan Menjok CSsR. Die Amtseinführung fand am 1. Juni 2014 statt.